# Chilka
Chilka és un llac, o més aviat una llacuna, situada als districtes de Puri, Khurda i Ganjam, a Orissa, a la costa oriental de l'Índia a la boca del riu Daya. És la llacuna costanera més gran de l'Índia i la segona del món. Rep milions d'aus migratòries del subcontinent indi i s'hi troben gran nombre d'espècies animals i vegetals. 150.000 persones de 132 pobles viuen de la pesca al llac.
En aquest zona hi ha l'important santuari d'ocells anomenat Nalbana Bird Sanctuary.

## Galeria

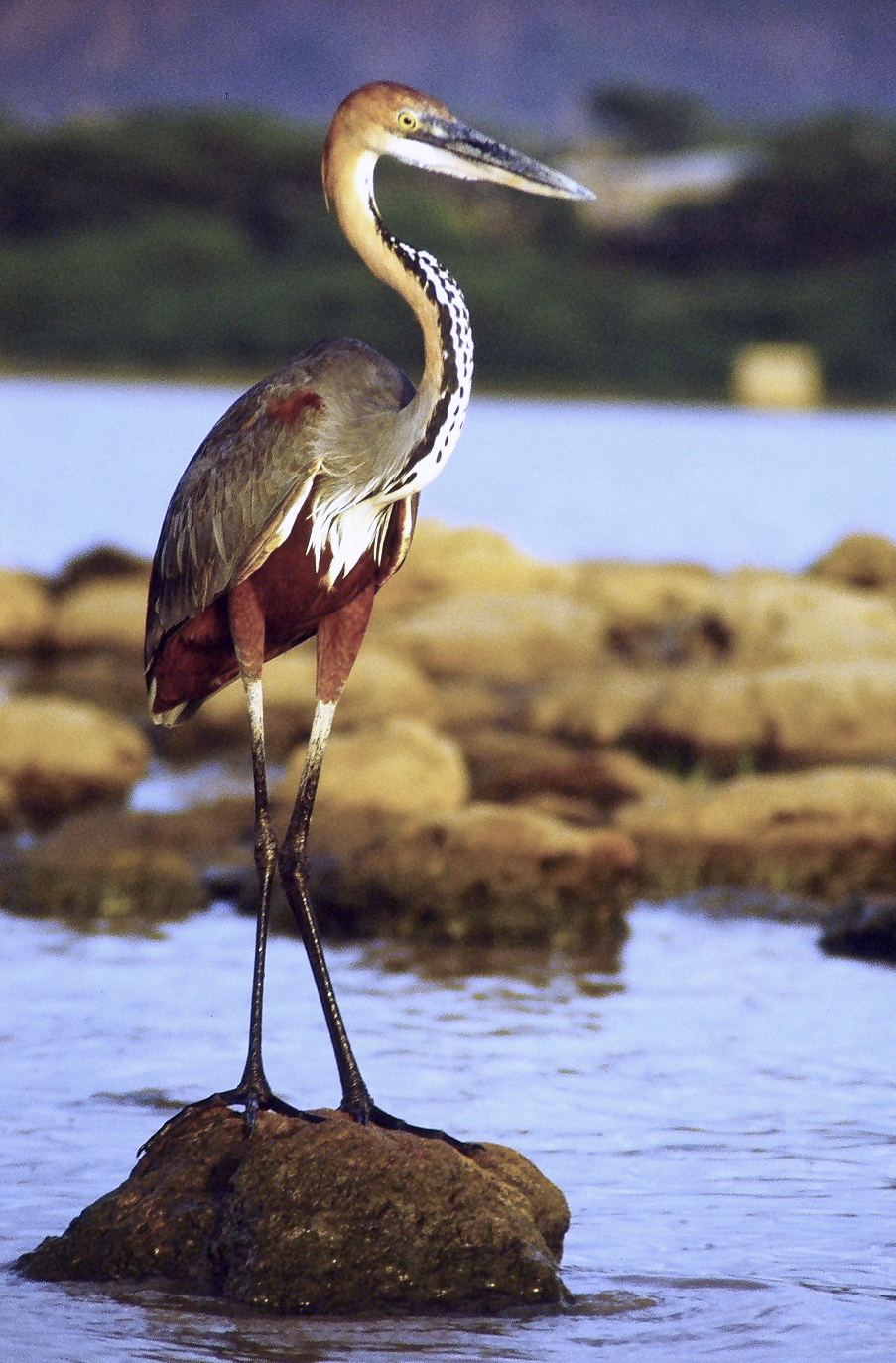
Flamenc
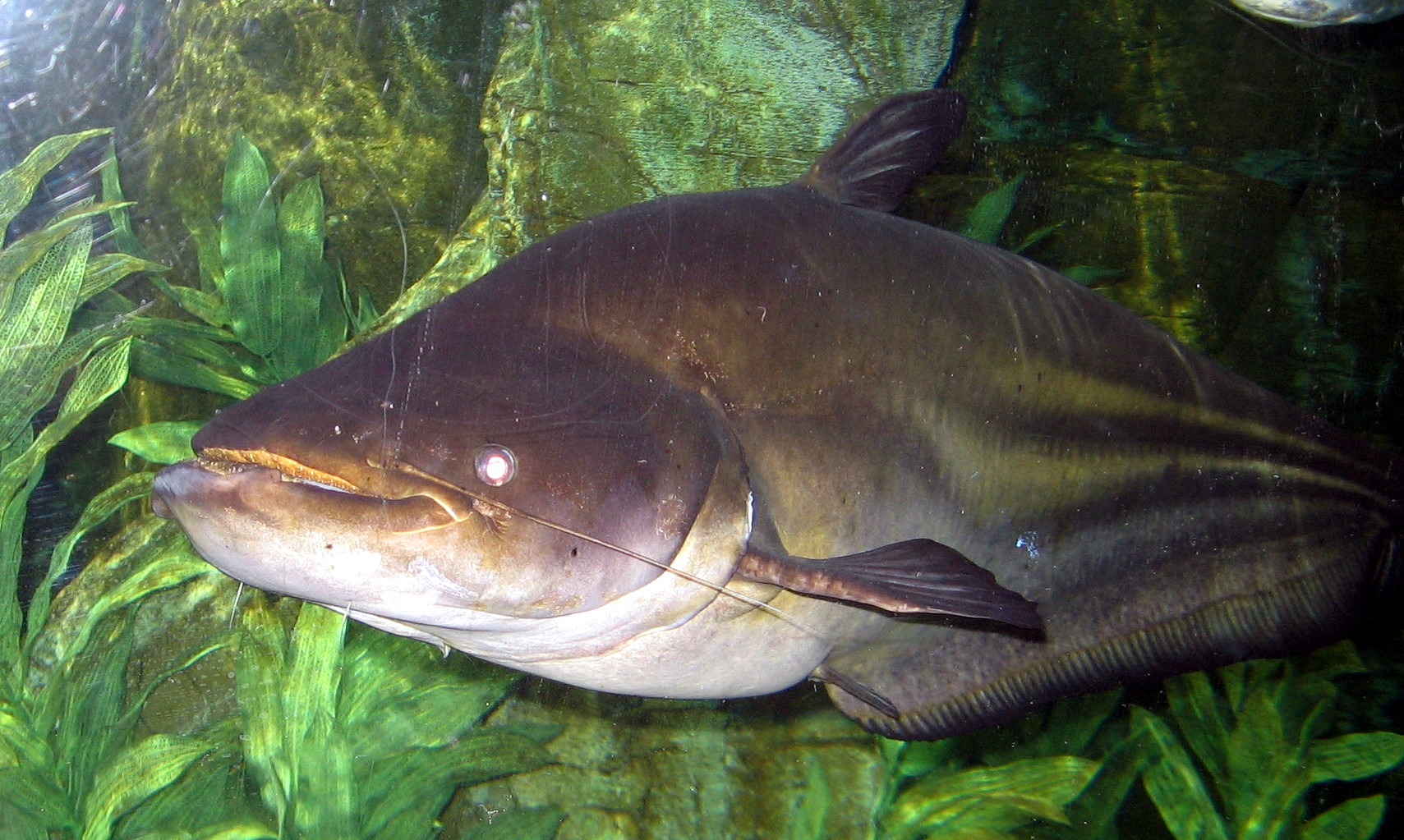
Paix wallago, el més comú al llac
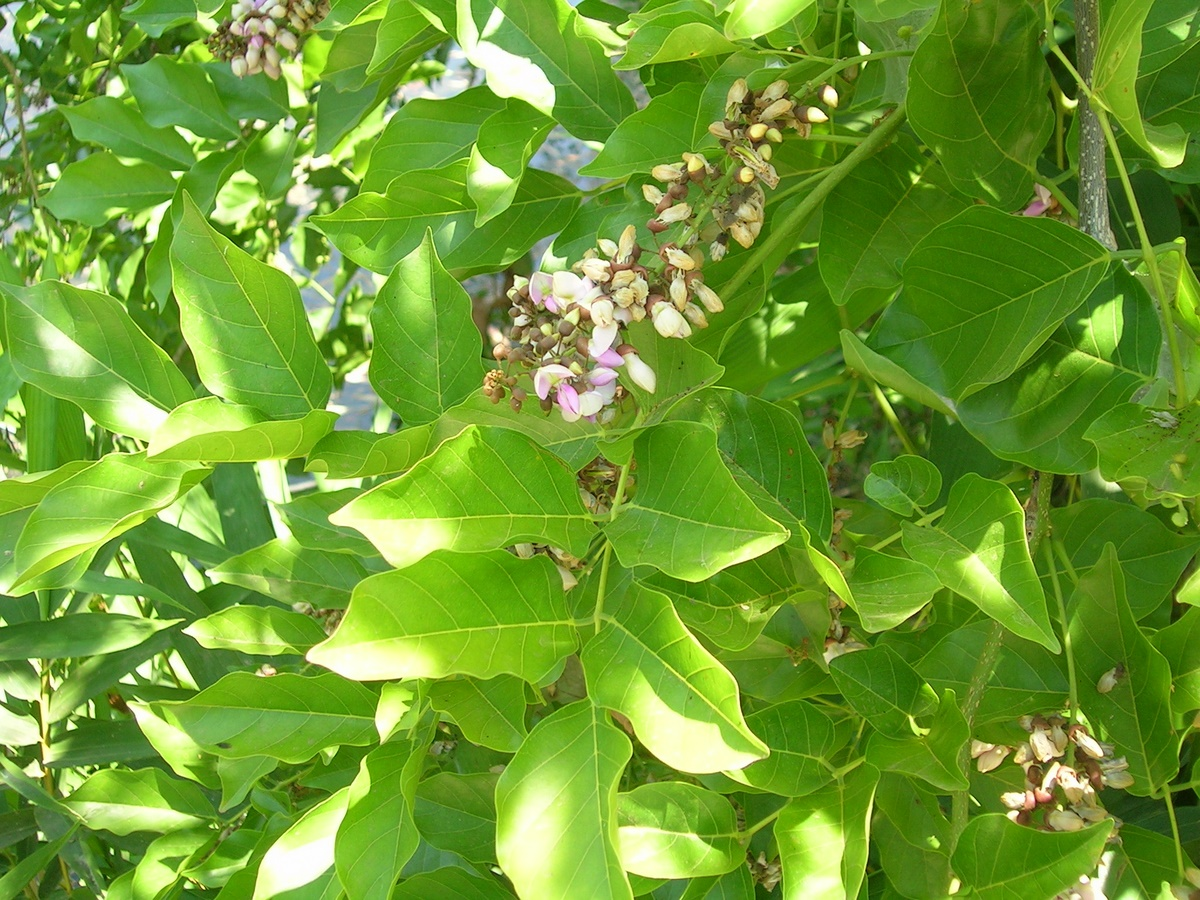
Fruits Pongamia pinnata (localment panigrahi)
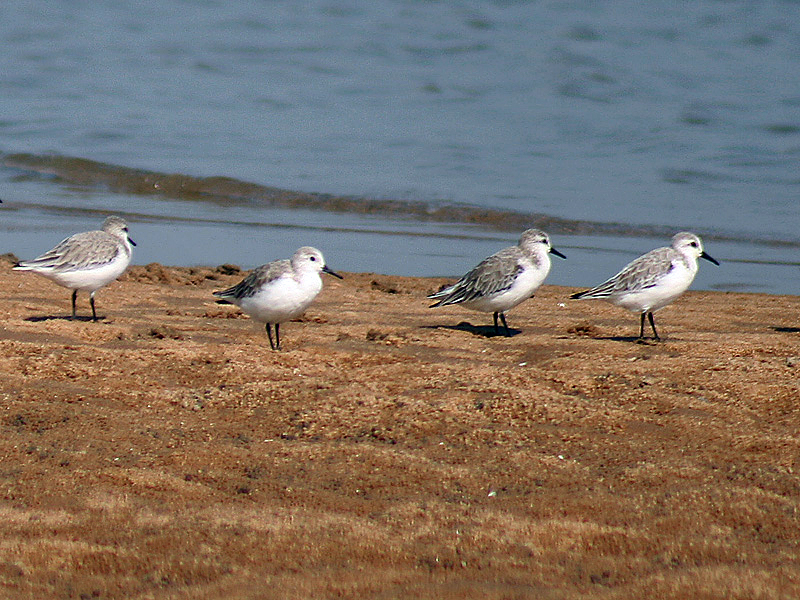
Calidris alba
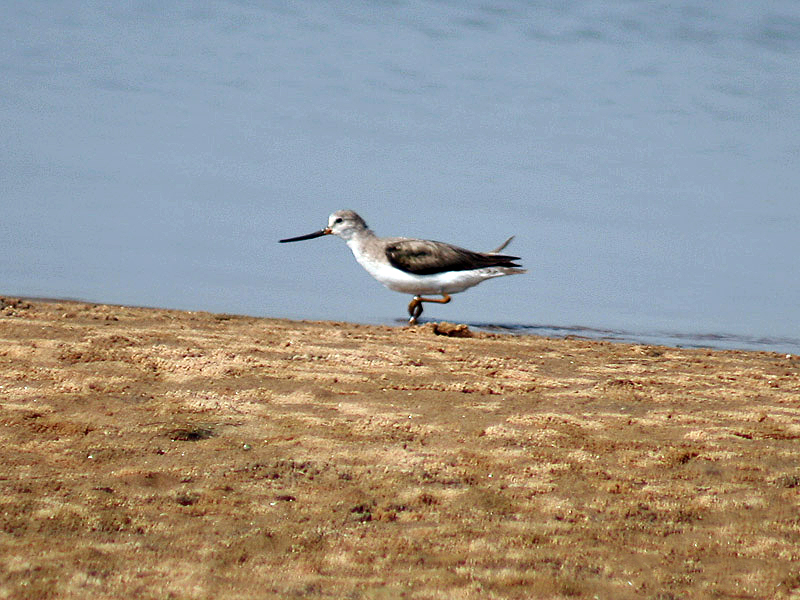
Terek Xenus cinereus
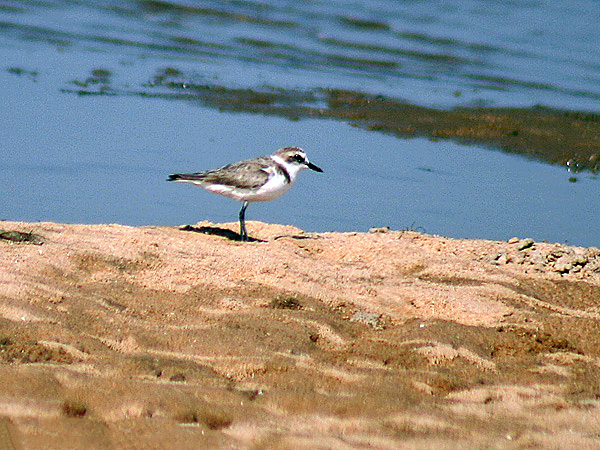
Charadrius alexandrinus
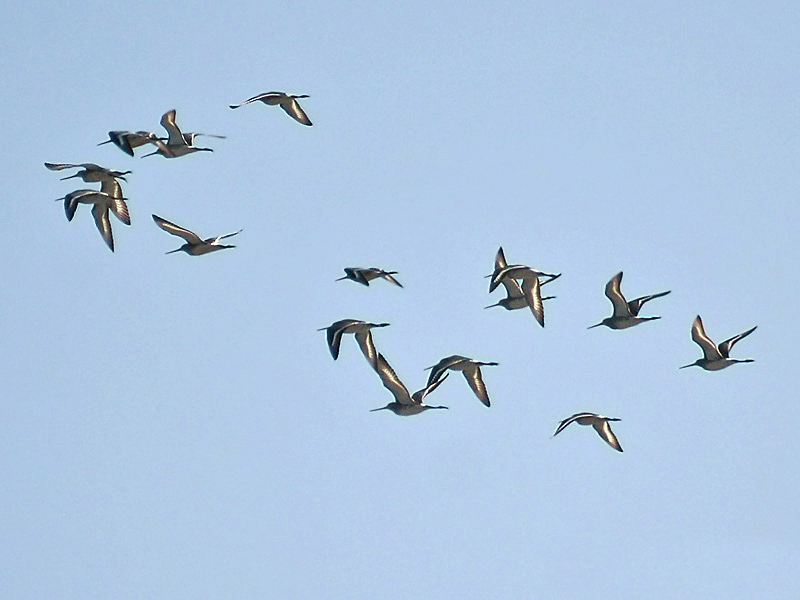
Gavines
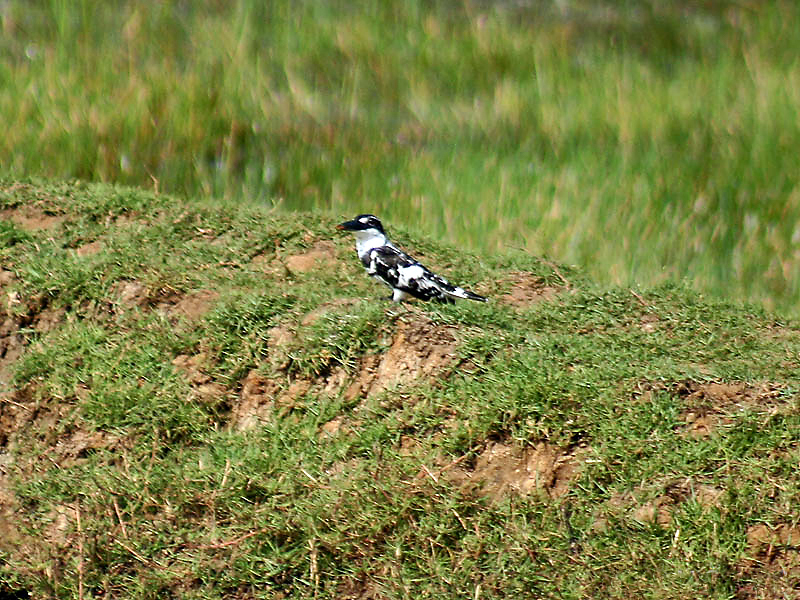
Ceryle rudis
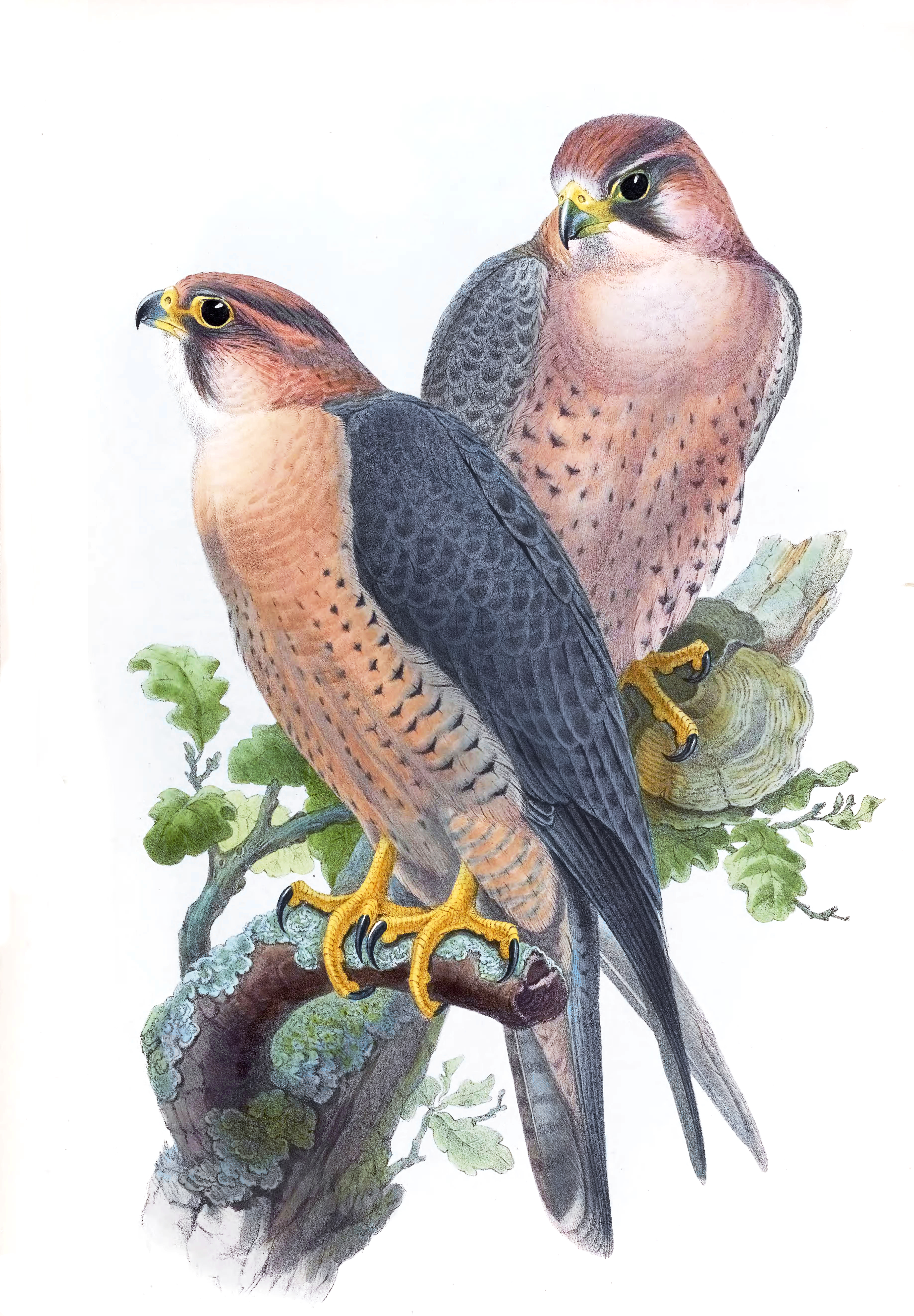
Falcó
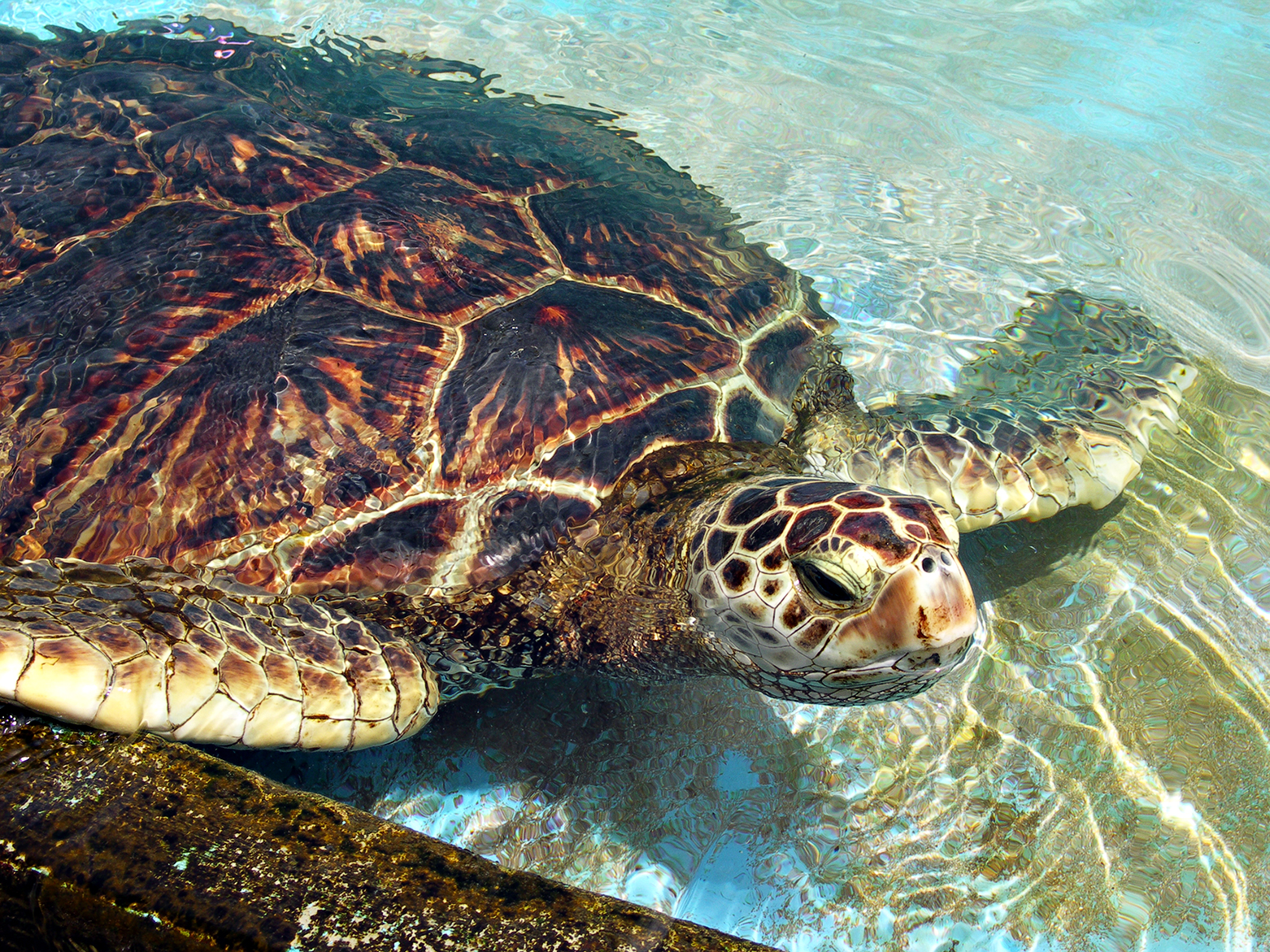
Tortuga de mar verda
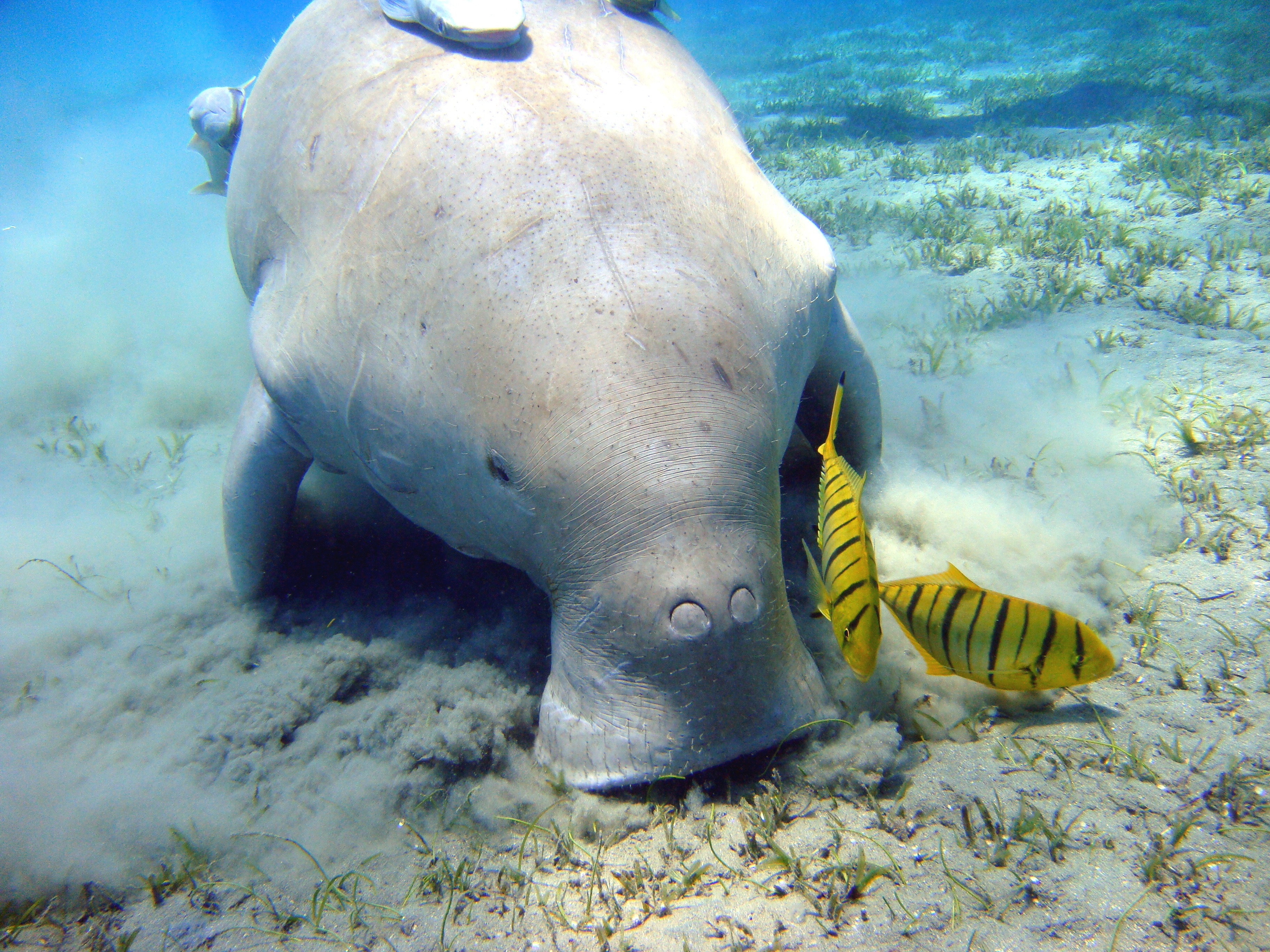
Dugong
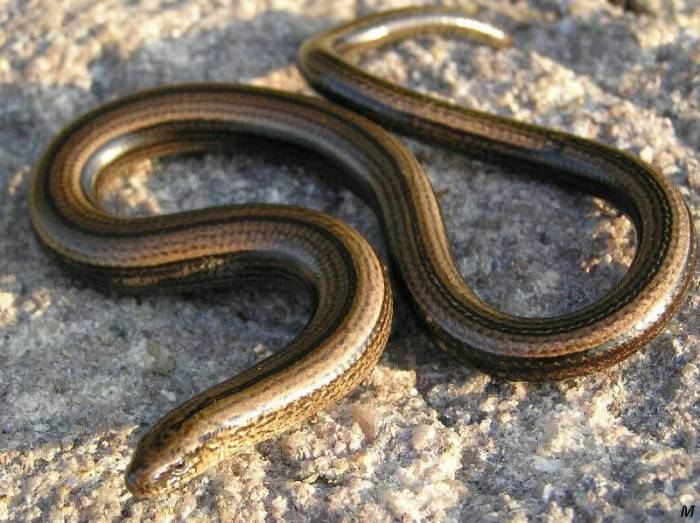
serp
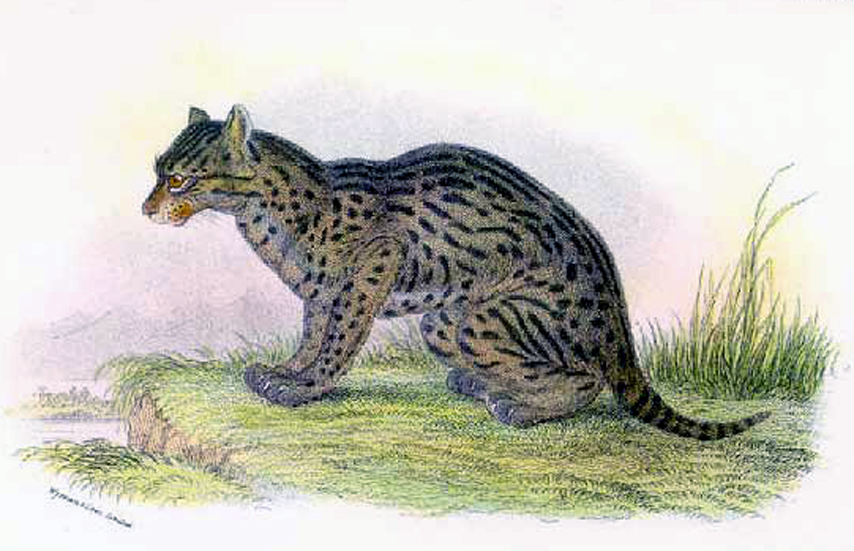
Gat pescador
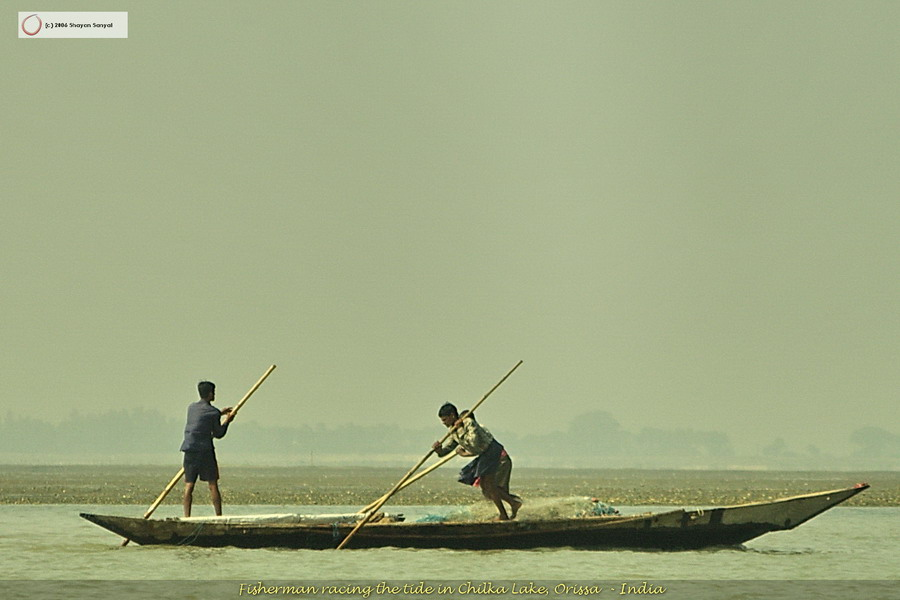
pescadors